# Viadana
Viadana ist eine italienische Stadt mit 19.841 Einwohnern (Stand 31. Dezember 2023) in der Provinz Mantua am linken Ufer des Flusses Po.

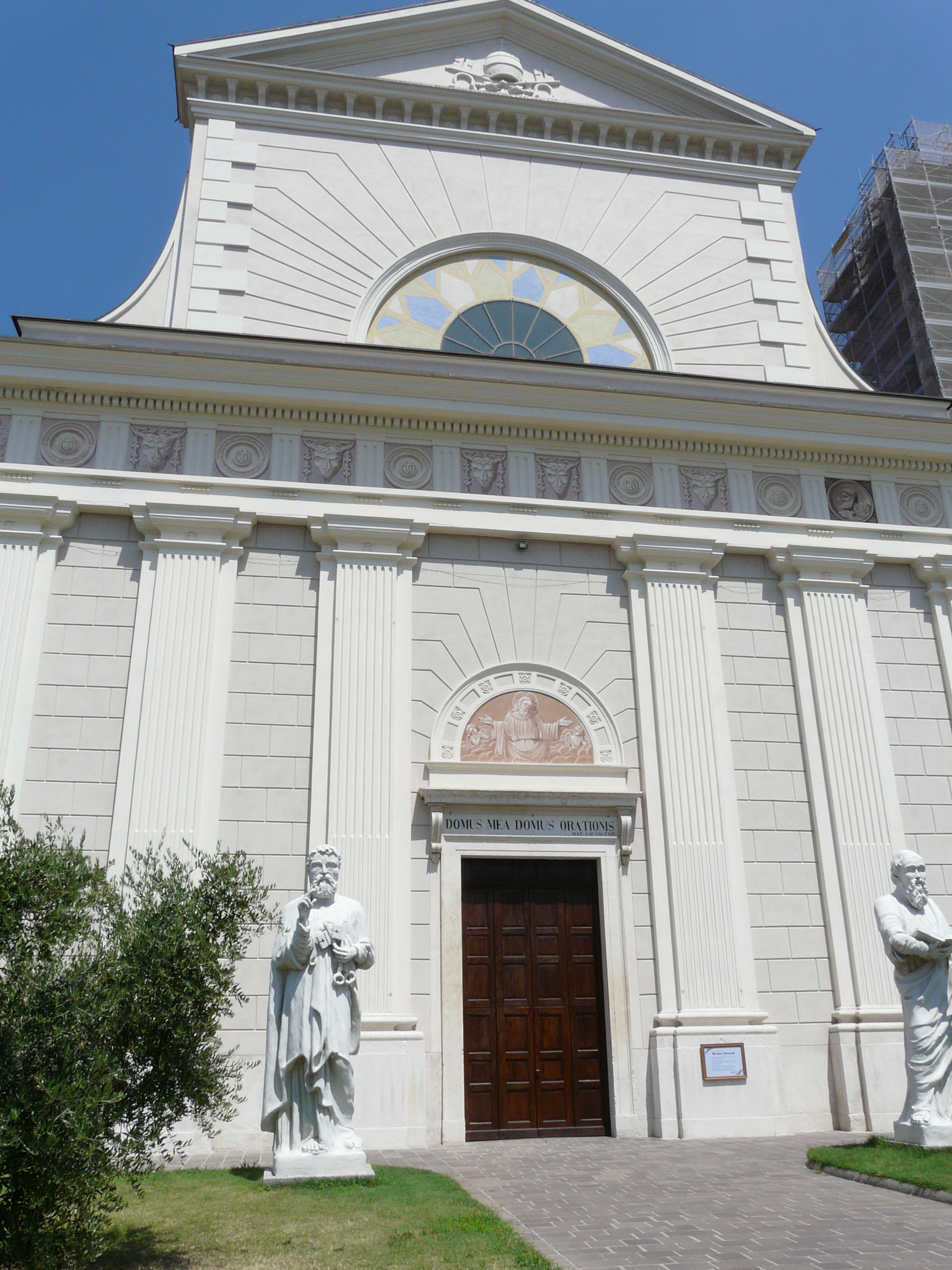
Die Kirche San Pietro in Viadana

Die Gemeinde umfasst die Fraktionen Banzuolo, Bellaguarda, Bocca Chiavica, Buzzoletto, Casaletto, Cavallara, Cicognara, Cizzolo, Cogozzo, Sabbioni, Salina, San Matteo delle Chiaviche und Squarzanella.

## Sport
Rugby Viadana spielt in der höchsten italienischen Liga und wurde 2002 italienischer Meister sowie 2000, 2003 und 2007 Pokalsieger.

## Söhne und Töchter der Stadt
- Girolamo Mazzola Bedoli (um 1500–1569), Maler
- Lodovico Grossi da Viadana (1560–1627), Komponist
- Umberto Bottazzini (* 1947), Mathematikhistoriker
- Giulia Fretta (* 1952; † 2. August 2015 in Lugano), Journalistin, Schriftstellerin, Regisseurin[2]
- Carlalberto Ludi (* 1982), Fußballspieler

## Städtepartnerschaften
- Kleszczów, im Powiat Bełchatowski (seit 2006)
- Alba Iulia, im Kreis Alba (seit 2006)